# Gingin Shire
Gingin Shire är en kommun i Western Australia, Australien. Kommunen, som är belägen omedelbart norr om Perths storstadsområde, i regionen Wheatbelt, har en yta på 3 211 kvadratkilometer, och en folkmängd, enligt 2011 års folkräkning, på 4 685.
Huvudort är Gingin belägen på Darling Range 25 km från kusten. Andra orter i kommunen är Guilderton, Ledge Point och Lancelin belägna vid kusten norr om Perth.